# Rans (Jura)
Rans é uma comuna francesa na região administrativa da Borgonha-Franco-Condado, no departamento de Jura. Estende-se por uma área de 6.14 km². Em 2010 a comuna tinha 541 habitantes (densidade: 88,1 hab./km²).